# Lorenz Bock
Pour les articles homonymes, voir Bock (homonymie).
Lorenz Bock (né le 12 août 1883 à Nordstetten et mort le 3 août 1948 à Rottweil) est un avocat et homme politique allemand. Il est d'abord membre du parti du centre, plus tard de l'Union chrétienne-démocrate (CDU). 

## Biographie et carrière
Lorenz Bock naît le 12 août 1883 à Nordstetten (aujourd'hui district de Horb am Neckar). Après être passé par les écoles de Horb am Neckar et de Rottweil, il étudie la jurisprudence de 1902 à 1907 à l'université de Munich et à l'université de Tübingen. Il est diplômé de l'Amtsgericht à Riedlingen, du Landgericht à Ravensbourg et du ministère public à Stuttgart. Il travaille à partir de 1910 comme avocat à Rottweil. De 1915 à 1918, il participe à la Première Guerre mondiale. Après la guerre, Bock poursuit sa carrière d'avocat. En août 1944, il est arrêté par la Gestapo. Lorenz Bock est décédé à Rottweil, le soir du 3 août 1948, des suites d'une paralysie intestinale.  

## Politique
Bock a déjà adhéré au parti du centre avant la Première Guerre mondiale et, de 1919 à 1933, est membre du conseil local de Rottweil. Il est en 1919 à l'Assemblée constituante de l'État populaire libre du Wurtemberg. Il collabore à la formation de la nouvelle constitution. La même année, il est élu au Parlement de Wurtemberg, où il reste jusqu'en 1933. De 1928 à 1933, il est président du parti du centre du parlement. 
Après la Seconde Guerre mondiale, Bock participe à la fondation de la CDU dans l'arrondissement de Rottweil. Il est membre de l'Assemblée nationale consultative de Wurtemberg-Hohenzollern en 1946 et est élu en 1947 au Parlement de Wurtemberg-Hohenzollern, où il est membre à sa mort. Le 8 juillet 1947, il est élu président du Wurtemberg-Hohenzollern. Il forme ensuite une coalition avec le CDU, SPD et DVP. Il reprend également la gestion de la trésorerie. Bock est décédé plus tard au cours de son mandat. Son successeur à la présidence est Gebhard Müller .